# Izobutylen
Izobutylen, izobuten (CH3)2C=CH2 – organiczny związek chemiczny z grupy węglowodorów nienasyconych z szeregu homologicznego alkenów rozgałęzionych. Posiada jedno wiązanie podwójne o długości 1,2907 Å. Jest jednym z czterech izomerów butenu. Jest ważnym surowcem w syntezach wielkotonażowych.

## Otrzymywanie
Otrzymywany jest w przemyśle głównie na drodze katalitycznego odwodornienia izobutanu (w procesach Snamprogetti, Catofin, Oleflex) do izobutenu w wyniku krakingu parowego gazu ziemnego i benzyny ciężkiej oraz fluidalnego krakingu katalitycznego.
Snamprogetti opracowała technologię otrzymywania izobutenu o wysokiej czystości (powyżej 99,99%), między innymi dla potrzeb przemysłu farmaceutycznego, spożywczego i polimerowego, polegającą na otrzymaniu eteru metylowo-tert-butylowego, a następnie jego krakingu. Produkt otrzymany tą drogą nie jest zanieczyszczony 1-butenem, który przy innych technologiach trudno jest oddzielić od izobutenu, gdyż różnica ich temperatur wrzenia jest niewielka (0,6 °C).

## Zastosowanie
.